# Хайден, Стивен
Стивен Хайден (англ. Steven Hyden, род. 7 сентября 1977, Аплтон, штат Висконсин, США) — американский писатель и музыкальный критик. Создатель подкаста Celebration Rock, а также автор книг Your Favorite Band Is Killing Me (2016), о знаменитых соперничествах в поп-музыке, и Twilight of the Gods (2018), посвящённой истории классического рока. Помимо этого, Хайден является музыкальным критиком портала Uproxx и бывшим редактором The A.V. Club.

## Биография
Стивен Хайден родился 7 сентября 1977 года в Висконсине. Окончил Восточную среднюю школу Эпплтона, а затем Университет Висконсин-о-Клэр в 2000 году.
Хайден начал свою журналистскую карьеру в 15-летнем возрасте (1993 год), публикуясь в еженедельной подростковой колонке местной газеты The Post-Crescent (его первым рукописным текстом была рецензия на альбом Zooropa группы U2). Во время учебы в колледже он продолжал работать в газете в качестве стажера, а затем присоединился к изданию в качестве штатного репортера (по окончании университета в 2000 году).
В июле 2016 года Хайден присоединился к команде интернет-портала Uproxx в качестве музыкального критика. До этого он работал штатным автором развлекательного блога Grantland , а также был редактором вэб-сайта The A.V. Club. Помимо этого, музыкальные рецензии Хайдена публиковались в таких изданиях, Pitchfork, Rolling Stone, Slate, American Songwriter и Salon.com.
В январе 2016 года Хайден запустил еженедельный подкаст Celebration Rock, который выходит по понедельникам и длится около 50-60 минут. Автор обсуждает самые разные темы, от лучших рок-альбомов 2010-х годов — до свежих рок-релизов, приглашает известных артистов к себе на интервью (Рик Нильсен из Cheap Trick, Deftones), а также обсуждает их творчество с другими музыкальными критиками. В основном подкаст фокусируется на текущей рок-сцене, однако также включает эпизоды посвящённые коллективам прошлых лет, таким как The Replacements, Cheap Trick и другим.

### Книги
В 2009 году Хайден выступил соавтором книг Inventory: 16 Films Featuring Manic Pixie Dream Girls, 10 Great Songs Nearly Ruined by Saxophone и 100 More Obsessively Specific Pop-Culture Lists, которые представляли собой коллекцию рейтингов хит-парадов ранее публиковавшихся в The A. V. Club.
В 2011 году Хайден опубликовал электронную книгу Whatever Happened To Alternative Nation?, критический анализ и личные размышления об альтернативном роке 1990-х годов, которая первоначально представляла собой серию из 10 статей опубликованных им на портале The A. V. Club.
17 мая 2016 года состоялся релиз следующей книги Хайдена — Your Favorite Band Is Killing Me, опубликованной издательством Back Bay Books. Книга являлась сборником эссе посвящённых знаменитых соперничествам в поп-музыке на протяжении  XX века, включая Oasis против Blur, The Beatles против The Rolling Stones и Мадонну против Синди Лопер.
1 мая 2018 года Хайден выпустил книгу Twilight of the Gods: A Journey to the End of Classic Rock, состоящую из 19 глав и имеющую структуру, напоминающую двойной альбом, с «дорожками», разделенными между четырьмя «сторонами».
В сентябре 2020 года была издана новая книга Хайдена — This Isn't Happening: Radiohead's Kid A and the Beginning of the 21st Century, посвященная одноимённому альбому группы Radiohead.

## Личная жизнь
Женат, проживает в Миннеаполисе.